# NGC 3552
NGC 3552 é uma galáxia elíptica (E-S0) localizada na direcção da constelação de Ursa Major. Possui uma declinação de +28° 41' 35" e uma ascensão recta de 11 horas, 10 minutos e 42,8 segundos.
A galáxia NGC 3552 foi descoberta em 11 de Abril de 1785 por William Herschel.